# Clawson, Utah
Clawson är en ort i Emery County i Utah. Orten har fått sitt namn efter mormonaposteln Rudger Clawson. Enligt 2020 års folkräkning hade Clawson 162 invånare.